# Invasió Qing de Joseon
La invasió Qing de Joseon es va produir a l'hivern de 1636 quan la recent establerta dinastia Qing d'origen manxú va envair el regne de Joseon de Corea, consolidant el seu estatus com a centre del sistema tributari xinès imperial, i va fer trencar formalment la relació de Joseon amb la dinastia Ming. La invasió va ser precedida per la invasió Jin Posterior de Joseon en 1627.

## Antecedents
Després de la invasió Jin Posterior de Joseon, el regne de Joseon va continuar mostrant ambivalència cap als manxús que van acusar Joseon d'acollir els fugitius, provisionar l'exèrcit Ming i no reconèixer la dinastia Qing de Huang-Taiji. Els delegats manxús Inggūldai i Mafuta van rebre una recepció freda a Hanseong i el rei Injo de Joseon es va negar a reunir-se amb ell, enviant una carta que va sorprendre als delegats, i Inggūldai va poder confiscar un missatge bèl·lic a Pyongan-do. Els prínceps, furiosos, van proposar una invasió immediata de Joseon, però Huang-Taiji va preferir abans una incursió contra els Ming. Després de l'èxit de l'operació contra Ming, Hong Taiji es va dirigir cap a Joseon i va llançar un atac el desembre de 1636.

## La invasió
Huang-Taiji va enviar a Abatai, Jirgalang i Ajige per assegurar els llocs costaners de Corea, de manera que Ming no va pogués enviar reforços, i el rebel ming Kong Youde, ara príncep Gongshun de Qing, va atacar Ganghwa i Ka, i els també desertors Geng Zhongming i Shang Kexi van jugar papers importants en la invasió coreana.
El 9 de desembre de 1636, Huang-Taiji va portar els exèrcits manxú, mongol i xinesos contra Joseon. El suport xinès va ser particularment evident en els contingents d'artilleria i naval de l'exèrcit. En lloc d'atacar les forces d'Im Gyeong Eop a la fortalesa de Baegma d'Uiju, els prínceps Dodo, Dorgon i Hooge van dirigir l'avantguarda mongol directament a Hanseong per evitar que el rei Injo evacués a l'illa de Ganghwa com a la guerra anterior. Les guarnicions d'Hanseong van ser derrotats i la ciutat va ser presa. Es van mobilitzar 15.000 tropes del sud per socórrer la ciutat, però van ser derrotats per l'exèrcit de Dorgon.
En no escapar, el rei es va refugiar a la fortalesa de Namhansanseong, i va enviar la família a l'illa de Ganghwa. La fortalesa va ser immediatament assetjada per l'exèrcit Qing i mentre els oficials de Joseon debatien el curs d'acció, Dorgon va ocupar l'illa de Ganghwa en un dia i va capturar el segon fill i consorts del rei Injo. Diversos intents de les forces de Joseon d'altres regions per trencar el setge van ser frustrats per Dodo, i les sortides de la fortalesa no van tenir èxit. Mentrestant, les unitats de Hong Taiji van avançar cap al riu Imjin i van esperar que es congelés per creuar.
Es va enviar un missatge a Injo en què es deia que, per protegir la seva família i els seus santuaris ancestrals, havia de rendir-se, i quan la fortalesa estava a punt de capitular, Injo es va rendir. La delegació de lliurament es va rebre al riu Han, on Injo va lliurar a Qing els seus segells Ming d'investidura i tres oficials favorables a la guerra, a més d'acceptar els següents termes de pau:
- Joseon deixa d'utilitzar el nom de l'era Ming, així com l'abandonament amb el segell Ming, la patent imperial i els llibres de jade.
- Joseon ofereix als primers i segons fills del rei Injo, així com als fills o germans dels ministres com a ostatges.
- Joseon accepta el calendari Qing.
- Joseon tracta a Qing com a senyor tributari sobirà.
- Joseon envia tropes i subministraments per ajudar a Qing en la guerra contra Ming.
- Joseon ofereix vaixells de guerra per transportar soldats Qing.
- Els ministres de Joseon i Qing es relacionen en matrimonis.
- Joseon rebutja els refugiats del territori Qing.
- Joseon no està autoritzat a construir castells.

Hong Taiji va fer instal·lar una plataforma a Samjeondo a l'extrem superior del riu Han. A la part superior de la plataforma, va acceptar l'arribada del rei Injo, que va ser obligat a repetir el ritual humiliant moltes vegades. Un monument en honor de les anomenades virtuts excel·lents de l'emperador manxú es va erigir a Samjeondo, on s'havia dut a terme la cerimònia de submissió. D'acord amb els termes de la rendició, Joseon va enviar tropes per atacar l'illa de Ka, a la desembocadura del riu Yalu.
Shen Shikui estava ben assentat a les fortificacions de l'illa de Ka i va colpejar els seus atacants amb canó pesat durant més d'un mes. Al final, els Ming i desertors coreans, entre ells Kong Youde van arribar amb 70 vaixells al costat oriental de l'illa i van embarcar la guarnició. L'endemà al matí, van trobar que els Qing havien arribat a la seva rereguarda a la cantonada nord-oest de l'illa enmig de la nit. Shen es va negar a rendir-se, però va ser deposat i decapitat per Ajige. Els informes oficials establir les víctimes com a mínim en 10.000, amb pocs supervivents. El general Ming Yang Sichang va retirar les restants forces Ming de Corea fins a Denglai, al nord de Shandong.

## Conseqüències

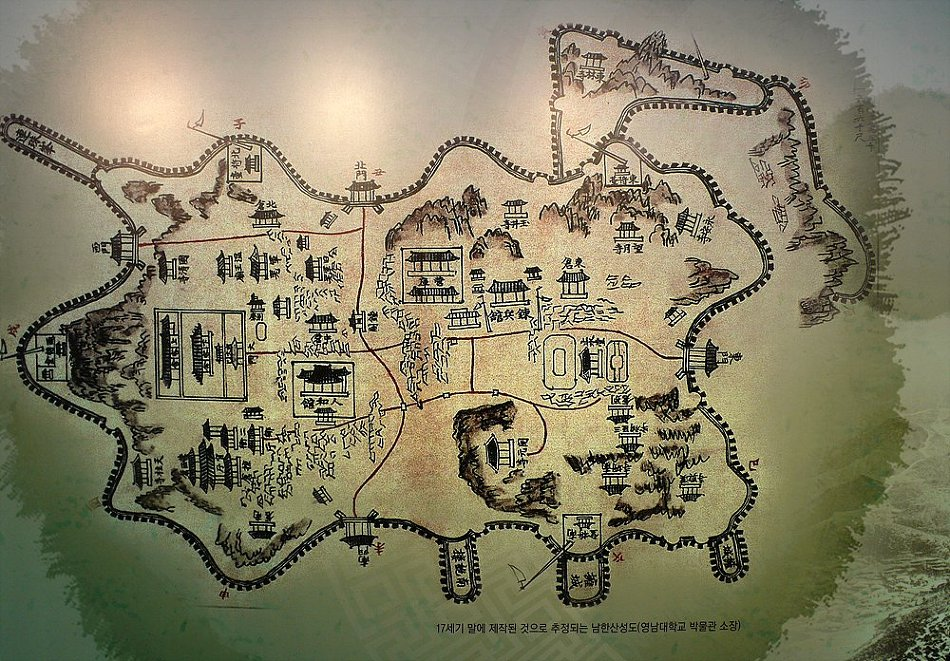
La fortalesa de Namhansanseong al segle XVII

El general Im Gyeong Eop, que es va encarregar de defensar la fortalesa de Baegma a la frontera de Qing-Joseon, va baixar a Hanseong i va emboscar a un grup de soldats Qing que tornaven a casa, decapitant el seu general Yaochi. Com que no era conscient de la rendició en aquella època, va ser alliberat sense cap càstig per Huang-Taiji, que va quedar molt impressionat pels esforços valents d'Im en nom del seu regne, qui va demanar el suport militar d'Hanseong al començament de la guerra, que mai va arribar, i havia planejat envair Mukden, la capital de Qing.
Moltes dones coreanes van ser segrestades i van ser violades de la mà de les forces Qing i, com a conseqüència, no van ser lliures per les seves famílies, fins i tot quan van ser alliberades pels Qing després de ser rescatades. En 1648, Joseon es va veure obligat a proporcionar diverses de les seves princeses reals com concubines al regent de Qing el Príncep Dorgon. En 1650, Dorgon es va casar amb la princesa Joseon Yishun. Dorgon es va casar amb dues princeses Joseon a Lianshan.
Els coreans, mentre oficialment obeïen, van continuar mantenint en privat una actitud desafiant envers la dinastia Qing. Els estudiosos de Joseon van utilitzar secretament els noms de l'era de Ming fins i tot després del col·lapse de la dinastia, i molts van pensar que Joseon hauria de ser el successor legítim de la dinastia Ming i la civilització xinesa en comptes dels bàrbars Qing. Malgrat el tractat de pau que prohibia la construcció de castells, es van erigir castells al voltant de Seül i la regió del nord. Hyojong de Joseon va viure com a ostatge durant set anys a Mukden fins que va succeir Injo. Hyojong va planejar una invasió de Qing durant els seus deu anys al tron de Joseon, encara que el pla va morir amb la seva mort, quan l'expedició era a punt.
Fins al 1894, Joseon va romandre com a estat tributari de la dinastia Qing, encara que la influència manxú a Corea va minvar a partir del final del segle xviii quan Joseon va començar a prosperar de nou. L'Imperi del Japó va obligar a la dinastia Qing a reconèixer el final de la relació tributària de la Xina amb Corea després de la Primera Guerra Sinojaponesa amb el Tractat de Shimonoseki i va obrir la influència japonesa en els assumptes coreans, i posteriorment envaí i annexionà Corea a principis del segle xx.